# Pavel Bořkovec
Pavel Bořkovec (født 10. juni 1894 i Prag, Tjekkiet, død 22. juli 1972) var en tjekkisk komponist og lærer.
Pavel Bořkovec studerede på 'Prags Musikkonservatorium' hos Josef Suk. Han har skrevet 3 symfonier, hvoraf den anden og treidje hører til de vigtigste i nyere tjekkisk klassisk musik. Han har desuden skrevet 2 klaverkoncerter, 1 violinkoncert, cellokoncert, orkesterværker, sange, operaer, strygerkvartetter og musik til scenen. 
Han underviste på musikkonservatoriet i Prag (1946-1967), og til hans elever hører af de mere betydningsfulde bl.a. Vladimir Sommer og Jirí Pauer. 

## Udvalgte værker
- Symfoni nr. 1 (1927) - for orkester
- Symfoni nr. 2 (1955) - for orkester
- Symfoni nr. 3 (1959) - for stort orkester
- Sinfonietta nr. 1 (1945) - for kammerorkester
- Sinfonietta nr. 2 (1963-1964) - for orkester
- "Start" (1929) - for orkester
- "Partita" (1936) - for stort orkester
- "Concerto Grosso" (1942) - for orkester
- 2 Klaverkoncerter (1931, 1949-1950) - for klaver og orkester
- Violinkoncert (19?) - for violin og orkester
- Cellokoncert (1952) - for cello og orkester
- "Satyr" (1942) - opera